# Liste der denkmalgeschützten Objekte in Kuks
Grundlage dieser Liste der denkmalgeschützten Objekte in Kuks ist die ÚSKP-Liste (Ústřední seznam kulturních památek České republiky, deutsch Zentrale Liste der Kulturdenkmäler der Tschechischen Republik), die von der tschechischen Denkmalschutzbehörde NPÚ (Národní památkový ústav, deutsch Nationale Denkmalbehörde) seit 1987 geführt wird und an die seit dem Jahr 1850 geschaffenen Listen anschließt.
Die Liste umfasst die Kulturdenkmale der Gemeinde Kuks im Okres Trutnov. 

## Kuks (Kukus)
| Lage                                                                                | Objekt                                                       | Beschreibung | ÚSKP-Nr.                  | Bild                                                     |
| ----------------------------------------------------------------------------------- | ------------------------------------------------------------ | --- | ------------------------- | -------------------------------------------------------- |
| Kuks 3 (Standort)                                                                   | Pensionshaus Nr. 3                                           | Pensionshaus | 32441/6-3591 Info Katalog | weitere Bilder                                           |
| Kuks 4 (Standort)                                                                   | Pensionshaus Nr. 4                                           | Pensionshaus | 35804/6-3591 Info Katalog | weitere Bilder                                           |
| Kuks 5 (Standort)                                                                   | Bauernhaus Nr. 5                                             | Bauernhaus | 34753/6-3592 Info Katalog | Bauernhaus Nr. 5                                         |
| Kuks, u čp. 5 (Standort)                                                            | Statue Christus des Erlösers                                 | Statue Christus des Erlösers (1858), vom Prager Bildhauer Emanuel Max von Wachstein (1810–1901) | 89511/6-3589 Info Katalog | weitere Bilder                                           |
| Kuks 8, an der Straßenkreuzung am Weg nach Choustník Hradiště (Gradlitz) (Standort) | Bauernhaus Nr. 8                                             | Bauernhaus | 25470/6-4348 Info Katalog | Bauernhaus Nr. 8                                         |
| Kuks 9 (Standort)                                                                   | Bauernhaus Nr. 9                                             | Bauernhaus | 41753/6-5339 Info Katalog | Bauernhaus Nr. 9                                         |
| Kuks 10 (Standort)                                                                  | Bauernhaus Nr. 10                                            | Bauernhaus | 46869/6-3593 Info Katalog | Bauernhaus Nr. 10                                        |
| Kuks 15 (Standort)                                                                  | Bauernhaus Nr. 15                                            | Bauernhaus | 32853/6-3594 Info Katalog | Bauernhaus Nr. 15                                        |
| Kuks 16 (Standort)                                                                  | Bauernhaus Nr. 16                                            | Bauernhaus | 29103/6-3595 Info Katalog | Bauernhaus Nr. 16                                        |
| Kuks 17 (Standort)                                                                  | Bauernhaus Nr. 17                                            | Bauernhaus | 16975/6-4349 Info Katalog | Bauernhaus Nr. 17                                        |
| Kuks, an der Kreuzung gegenüber von Nr. 17 (Standort)                               | Brunnen                                                      | Brunnen | 47740/6-4355 Info Katalog | Brunnen                                                  |
| Kuks 19 (Standort)                                                                  | Bauernhaus Nr. 19                                            | Bauernhaus | 41080/6-3596 Info Katalog | Bauernhaus Nr. 19                                        |
| Kuks 20 (Standort)                                                                  | Bauernhaus Nr. 20                                            | Bauernhaus | 23798/6-3597 Info Katalog | Bauernhaus Nr. 20                                        |
| Kuks 21 (Standort)                                                                  | Bauernhaus Nr. 21                                            | Bauernhaus | 30912/6-3598 Info Katalog | Bauernhaus Nr. 21                                        |
| Kuks 24 (Standort)                                                                  | Bauernhaus Nr. 24                                            | Bauernhaus | 19091/6-4343 Info Katalog | Bauernhaus Nr. 24                                        |
| Kuks 25 (Standort)                                                                  | Bauernhaus Nr. 25                                            | Bauernhaus | 32831/6-4350 Info Katalog | Bauernhaus Nr. 25                                        |
| Kuks 26 (Standort)                                                                  | Gasthaus „Zur Goldenen Sonne“ mit Schule                     | Gasthaus „Zur Goldenen Sonne“ (U Zlatého slunce) mit Schule und Anbau, zwei baulich unterschiedliche Gebäude vom Ende des 17. Jahrhunderts (Südostflügel mit zweiarmiger Treppe) und vom Anfang des 20. Jahrhunderts (Südwestflügel). Beide Gebäude sind auf einer Terrasse errichtet und baulich kombiniert. | 15508/6-3590 Info Katalog | weitere Bilder                                           |
| Kuks, náměstí před hostincem U Zlatého slunce čp. 26 a bývalou školou (Standort)    | Statue des Goliath (urspr. des Betrügers Herkomanus Magnus)  | Statue des Goliath (urspr. des Betrügers Herkomanus Magnus, 1720/21) aus der Werkstatt von Matthias Bernhard Braun (1684–1738) am Platz vor dem Gasthaus „Zur Goldenen Sonne“, bei der ehm. Schule | 89512/6-3585 Info Katalog | weitere Bilder                                           |
| Kuks 27 (Standort)                                                                  | Bauernhaus Nr. 27                                            | Bauernhaus | 45458/6-3599 Info Katalog | weitere Bilder                                           |
| Kuks, an der Straße nach Jaroměř (Standort)                                         | Bildstock                                                    | Bildstock | 35194/6-3582 Info Katalog | Bildstock                                                |
| Kuks 41 (Standort)                                                                  | Bauernhaus Nr. 41                                            | Bauernhaus | 18757/6-4351 Info Katalog | Bauernhaus Nr. 41                                        |
| Kuks 42 (Standort)                                                                  | Bauernhaus Nr. 42                                            | Bauernhaus | 15499/6-3600 Info Katalog | Bauernhaus Nr. 42                                        |
| Kuks 44 (Standort)                                                                  | Bauernhaus Zum Anker                                         | Bauernhaus „Zum Anker“ (U kotvy) | 26478/6-3601 Info Katalog | Bauernhaus Zum Anker                                     |
| Kuks 49 (Standort)                                                                  | Bauernhaus Nr. 49                                            | Bauernhaus | 24090/6-3602 Info Katalog | weitere Bilder                                           |
| Kuks 50 (Standort)                                                                  | Bauernhaus Nr. 50                                            | Bauernhaus | 46110/6-4344 Info Katalog | weitere Bilder                                           |
| Kuks 52 (Standort)                                                                  | Bauernhaus Nr. 52                                            | Bauernhaus, Scheune | 44763/6-3603 Info Katalog | Bauernhaus Nr. 52                                        |
| Kuks 53 (Standort)                                                                  | Bauernhaus Nr. 53                                            | Bauernhaus | 35639/6-4345 Info Katalog | Bauernhaus Nr. 53                                        |
| Kuks 54 (Standort)                                                                  | Bauernhaus Nr. 54                                            | Bauernhaus | 26723/6-4352 Info Katalog | Bauernhaus Nr. 54                                        |
| Kuks 56 (Standort)                                                                  | Pensionshaus Nr. 56                                          | Pensionshaus | 18148/6-3604 Info Katalog | weitere Bilder                                           |
| Kuks 57, an der Elbe (Standort)                                                     | Pensionshaus - Gasthaus Nr. 57                               | Pensionshaus - Gasthaus | 26802/6-3605 Info Katalog | weitere Bilder                                           |
| Kuks 58, an der Elbe (Standort)                                                     | Pensionshaus - Gasthaus Nr. 58                               | Pensionshaus - Gasthaus | 32808/6-3606 Info Katalog | weitere Bilder                                           |
| Kuks 59 (Standort)                                                                  | Pensionshaus Nr. 59                                          | Pensionshaus | 17148/6-3607 Info Katalog | weitere Bilder                                           |
| Kuks 60 (Standort)                                                                  | Bauernhaus Nr. 60                                            | Bauernhaus | 18886/6-4346 Info Katalog | Bauernhaus Nr. 60                                        |
| Kuks (Standort)                                                                     | Torso des Schlosses Kuks mit einer Terrasse und einer Treppe | Rest des ehem. Schlosses Kuks mit einer Terrasse und einer Treppe, erbaut 1704–1710 und 1901 abgerissen. Das Schloss war mit einer Brücke zur Kaskadentreppe mit den Tritonen-Skulpturen des Prager Bildhauers Johann Friedrich Kohl (1681–1731). - Terrassen mit Treppen, Reste des Burgoberbaus mit dem Rest des Portals mit dem Wappen von Šporck, einer Brunnenkammer, Stützmauern, Reste der Mauern und Pflasterung der ehemaligen Burg Sally - Statue von Triton I und Statue von Triton II | 28915/6-3608 Info Katalog | weitere Bilder                                           |
| Kuks (Standort)                                                                     | Straßenbrücke über die Elbe                                  | Stählerne Straßenbrücke über die Elbe | 105758 Info Katalog       | weitere Bilder                                           |
| Kuks (Standort)                                                                     | Flutbrücke über die Elbe                                     | Hochwasserbrücke: - Brücke (nationales Kulturdenkmal) und Säule | 30839/6-4347 Info Katalog | weitere Bilder                                           |
| Kuks 81 (Standort)                                                                  | Hospital Kuks                                                | Hospital Kuks: - Ehem. Hospital, Terrasse mit Treppe, Umzäunung, Terrassenskulpturengruppe, Skulpturengruppe im Hof des Hospitals, ehemalige Skulpturengruppe. Polyphem-Brunnen mit Tor, Treppen zur Kirche und zum Innenhof, Bassin und Springbrunnen - Wirtschaftsgebäude, Umfassungsmauer - Kirche der Heiligen Dreifaltigkeit und Rest der Kapelle - Gartenhaus, Terrasse mit Treppe, Umfriedungsmauer mit Statuen der Tugenden und Laster von M. B. Braun - das Treppenhaus des nordwestlichen Flügels des Hospitals - Garten, Umfassungsmauer, Südtor des Gartens - Tore, eine Reihe von Gartenskulpturen, Puttenrelief und zwei Obelisken sowie 5 Bassins - Umfassungsmauer, Glockenturm, Hof, Terrassenmauer - Friedhof in Kuks, Umfassungsmauer mit Tor | 19798/6-3580 Info Katalog | weitere Bilder                                           |
| Kuks (Standort)                                                                     | Steinerne Brücke                                             | Brücke am Verbindungsweg von Slotov nach Kašov, vermutlich vom Ende des 18. oder Anfang des 19. Jahrhunderts | 106959 Info Katalog       | BW                                                       |
| Kuks, im Wald südlich von Stanovice (Standort)                                      | Statue mit Relief der Stigmatisierung des hl. Franziskus     | Statue mit Relief der Stigmatisierung des hl. Franziskus; Flachrelief von der Vision des Heiligen, über dem Waldbrunnen in den Felsen gehauen | 36551/6-3583 Info Katalog | Statue mit Relief der Stigmatisierung des hl. Franziskus |
| Kašov (Kaschow), Dorfplatz (Standort)                                               | Kruzifix                                                     | Kruzifix | 19093/6-4805 Info Katalog | Kruzifix                                                 |